# Valentín (pel·lícula)
Valentín és una pel·lícula dramàtica espanyola del 2003 dirigida per Juan Luis Iborra protagonitzada per Lluís Homar i Iñaki Font, on experimenta el llenguatge teatral dins del cinema. Està basada en una obra de Juan Gil-Albert que va representar el propi Iborra a la Sala Olimpia de Madrid.

## Sinopsi
Ricardo és el director d'una companyia de teatre que vol muntar un espectacle a partir d'una obra de William Shakespeare a una masia del camp, on hi trasllada a tot el grup d'actors. Un dels actors, Valentín, el mes jove, interpretarà els personatges femenins de l'obra. Alhora, la seva arribada provoca l'atracció de Ricardo, qui acaba de trencar una llarga relació amb una dona, i l'aversió de Jaime, fins aleshores primer actor que queda relegat a papers secundaris.

## Repartiment
- Lluís Homar...	Ricardo
- Iñaki Font...	Valentín
- Armando del Río...	Jaime
- Elisa Matilla...	Lola
- Jorge Bosch...	Albert
- Alberto San Juan...	Raúl
- David Selvas...	Ramón
- Oriana Bonet	 ...	Ana
- Miquel García Borda	...	Pepe
- Lola Cardona...	María
- Roberto Álamo...	Eusebio
- Ana Pascual 	...	Andrea
- Mercè Pons...	Laura

## Nominacions i premis
- Goya a la millor música original (nominat)[3]
- Festival de Màlaga (Nominada al Biznaga d'Or)[4]
- Premis Butaca de 2003 al millor actor català de cinema (Lluís Homar).[5]